# Messimy
Messimy – miejscowość i gmina we Francji, w regionie Owernia-Rodan-Alpy, w departamencie Rodan.
Według danych na rok 1990 gminę zamieszkiwało 2017 osób, a gęstość zaludnienia wynosiła 182 osób/km² (wśród 2880 gmin regionu Rodan-Alpy Messimy plasuje się na 434. miejscu pod względem liczby ludności, natomiast pod względem powierzchni na miejscu 1043.).